# Rolf Thomas Lorenz
Rolf Thomas Lorenz (* 19. Mai 1959 in Klingenthal) ist ein deutscher Komponist, Klarinettist und Musikpädagoge.

## Leben
Lorenz erhielt von 1974 bis 1978 Kompositionsunterricht bei Jürgen Golle in Zwickau. Von 1978 bis 1982 belegte er ein Studium der Komposition, Klarinette und Klavier an der Musikhochschule „Carl Maria von Weber“ Dresden bei Wilfried Krätzschmar, Josef Oehl und Hermann W. Finke. Lorenz hat seit 1982 eine Lehrtätigkeit für Klarinette, Komposition und Musiktheorie am Heinrich-Schütz-Konservatorium Dresden, daneben betreibt er eine freischaffende Tätigkeit als Komponist. Er ist seit 2004 Vorsitzender des Arbeitskreises Dresden im Deutschen Komponistenverband und Fachberater für Musiktheorie/Komposition des Landesverbandes Sachsen im Verband deutscher Musikschulen. 2021 gründete er den Musikverlag MUSANOVA.

## Preise
- 1. Preis des vom Sächsischen Musikrat veranstalteten „2. Sächsischen Kompositionswettbewerbes 2001“ („Drei Bagatellen für 3 Trompeten und 2 Posaunen“, Musikverlag Friedrich Hofmeister, Leipzig)[2]

## Werke
- „Kaleidoskop für 4 B-Klarinetten und Bassklarinette“ 2002, Musikverlag Friedrich Hofmeister, Leipzig
- "Columbus Sketches" for Columbus Symphony Youth Orchestra 2001, Manuskript
- „Solo della ramificazione“ 1982/2003 für Klarinette, Musikverlag Breitkopf & Härtel, Leipzig
- „3 Nocturnes pour clarinette solo“ 2010/11, Musikverlag Musanova, Dresden
- „Drei Bagatellen für 2 Trompeten und 3 Posaunen“ 2000, Musikverlag Friedrich Hofmeister, Leipzig
- „Sonate für Klarinette und Klavier“ 1984, Musikverlag Friedrich Hofmeister, Leipzig
- "Divertimento für Klarinettenseptett" 1986, Musikverlag Johann Kliment KG, Wien, Österreich
- "Toccata für Akkordeon" 2006, Musikverlag Friedrich Hofmeister, Leipzig
- "Sonatine für Trompete und Klavier" 2000, Musikverlag Bruno Uetz, Halberstadt
- "Swingin' Sketch" for clarinet and piano 2011, Musikverlag Musanova, Dresden
- "Capriccio für Bassetthorn" 2012, Edition Andel, Oostende, Belgien
- "Summer Days" for recorder quintet 2012, Edition Andel, Belgien
- "Capriccio für Flöte und Klavier 2013", für Iwona Glinka, Athen, Griechenland
- "Tarantella für Klarinette und Klavier 2013", Edition Andel, Belgien
- "Impressionen für Flöte und Klavier", Edition Andel, Belgien
- "Capriccietto für Klarinette und Klavier", Verlag Johann Kliment KG, Wien
- "Mein erstes Konzert" für Klarinette und Klavier", Verlag Johann Kliment KG, Wien
- "3 Stücke für Hornquartett", Verlag Johann Kliment KG, Wien
- "Dresdner Festmarsch zum 800jährigen Jubiläum Dresdens" für Blasorchester, Verlag Johann Kliment KG, Wien
- "3 Bagatellen für Flöte und Klavier", Edition Andel, Belgien
- "Suite für 4 Gitarren", Manuskript
- "Sonate für Trompete und Klavier", Edition Andel, Belgien
- "Suite für Zupforchester", Ebert-Verlag Leipzig, Auftragswerk des Landeszupforchesters Sachsen
- "Sonatine für Horn und Klavier", Verlag Friedrich Hofmeister, Leipzig
- "Sonatine für Fagott und Klavier" Edition Andel, Belgien
- "Three Sketches For Three Tubas" Edition Andel, Belgien
- "Three Sketches For Three Horns in F" Edition Andel, Belgien